# Olynthus fulvoventris
Espèce
Olynthus fulvoventris est une espèce d'insectes lépidoptères (papillons) appartenant à la famille des Lycaenidae, à la sous-famille des Theclinae et au genre Olynthus.

## Dénomination
Olynthus fulvoventris a été décrit par George Austin (d) et Kurt Johnson (d) en 1998.

## Description
Olynthus fulvoventris est un petit papillon aux pattes et aux antennes cerclés de blanc et noir, avec une longue fine queue noire et une très courte à chaque aile postérieure.
Le dessus des ailes est bleu outremer veiné et bordé de noir avec aux ailes antérieures une grosse tache ronde bleu nuit proche du milieu du bord costal.
Le revers est gris avec aux ailes postérieures une ligne postdiscale discontinue formée de lignes et chevrons blancs, et deux ocelles rouge dont un ocelle anal.

## Écologie et distribution
Olynthus fulvoventris est présent au Brésil et en Guyane,,.

### Protection
Pas de statut de protection particulier.